# Bikinifenék legendája
A Bikinifenék legendája (eredeti cím: The Legend of Boo-Kini Bottom) a SpongyaBob Kockanadrág című amerikai animációs sorozat 11. évadjának 7. része. Eredetileg az Amerikai Egyesült Államokban a Nickelodeon csatornán sugározták 2017. október 13-án. Az epizód az addig megszokott 2D-s technológia helyett stop motion eljárással készült.

## Rövid történet
Ebben a részben a Repülő Hollandi meg akarja ijeszteni SpongyaBobot Halloween idején. 

## Az epizód készítése
Az epizódot Kaz 2017. április 6-án jelentette be. A The Hollywood Reporter 2017. június 20-i jelentése szerint a részen már az utómunkálatokat végzik.
Sally Cruikshank készítette az epizód egy kis részét.

## Fogadtatás
A részt 2,210 millió néző tekintette meg, mellyel 44 0000 nézővel megelőzte A Lármás család-ot, így 0,47-es értékelése volt a 18–49 közötti nézők körében, és ezzel a nap 8. legnézettebb kábeles programja volt aznap.

## DVD-megjelenés
2018. szeptember 11-én The Legend of Boo-Kini Bottom címen megjelentette az epizód DVD kiadását a Nickelodeon és a Paramount Home Entertainment. A DVD-n rajta van az epizód és néhány bónusz anyag is. 2020. március 31-én a Bikinifenék legendája megjelent a SpongeBob SquarePants: The Complete Eleventh Season-ön is, melyen a sorozat 11. évadjának összes többi része is helyet kapott.